# Kõiguste
Kõiguste – wieś w Estonii, w prowincji Sarema, w gminie Laimjala.